# Claus Kiefer
Claus Kiefer (* 25. April 1958 in Karlsruhe) ist ein deutscher Hochschullehrer   für Theoretische Physik, der sich mit den Grundlagen der Quantenmechanik (Dekohärenz, auch im Rahmen der Quantengravitation), Astrophysik (Theorie schwarzer Löcher) und Quantengravitation beschäftigt.

## Leben und Werk
Kiefer studierte Physik und Astronomie an der Ruprecht-Karls-Universität Heidelberg und der Universität Wien. 1988 promovierte er bei Dieter Zeh in Heidelberg über den Zeitbegriff in der Quantengravitation („Das Konzept der inneren Zeit in der kanonischen Quantentheorie der Gravitation“). 1988/89 war er wissenschaftlicher Assistent in Heidelberg, 1989 bis 1993 an der Universität Zürich und 1993 bis 2001 an der Universität Freiburg, wo er sich 1995 bei Hartmann Römer habilitierte. 2001 wurde er Professor für Theoretische Physik an der Universität zu Köln. Er war daneben zu Gastaufenthalten unter anderem am Isaac Newton Institute der Universität Cambridge, 1996 an der Universität Tours, 2004 an der Universität von Montpellier und 1999 am Wissenschaftskolleg zu Berlin.
Kiefer ist der Autor mehrerer populärwissenschaftlicher, wissenschaftlich exakter Bücher, unter anderem zur Einführung in die Quantentheorie und Gravitationsphysik, und eines Fachbuchs über Quantengravitation.  Er übersetzte auch Bücher von John Archibald Wheeler und Stephen Hawking.
1996 wurde er stellvertretender Vorsitzender und 2000 Vorsitzender des Fachverbandes Gravitation und Relativität der  Deutschen Physikalischen Gesellschaft (bis 2004). Seit 1998 sitzt er im Beirat der Annalen der Physik, seit 2010 im Beirat der Zeitschrift Classical and Quantum Gravity (bis 2015) und seit 2014 im Herausgebergremium der Zeitschrift General Relativity and Gravitation. Seit 2009 ist er Mitherausgeber der Reihe „Fundamental Theories of Physics“ des Springer-Verlags. 2009 gewann er für seinen Essay „Does time exist in quantum gravity?“ einen zweiten Preis des Foundational Questions Institute, USA. 2010 wurde er als ordentliches Mitglied in die Nordrhein-Westfälische Akademie der Wissenschaften und der Künste gewählt. 2012 erhielt er den ersten Preis der Gravity Research Foundation für den Aufsatz „Can Effects of Quantum Gravity Be Observed in the Cosmic Microwave Background?“ (gemeinsam mit Manuel Krämer). 2013 wurde er mit dem Hanno und Ruth Roelin-Preis für Wissenschaftspublizistik ausgezeichnet.
Von 2012 bis 2014 war er Vorstandsmitglied für Öffentlichkeitsarbeit in der Deutschen Physikalischen Gesellschaft. 2021 erhielt er einen zweiten Preis im Essaywettbewerb des Kurt Gödel-Freundeskreises.

## Schriften
- Quantentheorie, Fischer Taschenbuch (Fischer kompakt), 2002, 3. Auflage 2004, ISBN 3-596-15356-5
- Gravitation, Fischer Taschenbuch (Fischer kompakt), 2003, ISBN 3-596-15357-3
- Der Quantenkosmos – von der zeitlosen Welt zum expandierenden Universum, S. Fischer Verlag, 2008, ISBN 978-3-10-039506-1
- Quantum Gravity, Oxford University Press, 2004, 3. Auflage 2012, ISBN 978-0-19-958520-5
- Herausgeber mit F. W. Hehl, R. Metzler: Black Holes - Theory and Observation, Springer 1998
- mit Erich Joos, H. Dieter Zeh, Domenico Giulini, J. Kupsch, I.-O. Stamatescu: Decoherence and the appearance of a classical world in quantum theory, Springer 1996, 2. Auflage 2003
- Herausgeber von: Albert Einstein, Boris Podolsky, Nathan Rosen: Kann die quantenmechanische Beschreibung der physikalischen Realität als vollständig betrachtet werden?, Springer 2015
- mit Domenico Giulini: Gravitationswellen, Springer Spektrum 2016

Einige Übersichtsartikel:
- Das Informationsproblem bei schwarzen Löchern, Physikalische Blätter 1996, S. 366, Online
- Kosmologische Grundlagen der Irreversibilität, Physikalische Blätter 1993, S. 1027, Online
- Quanteneigenschaften schwarzer Löcher, Physik in unserer Zeit, Bd. 28, 1997, S. 22
- Einstein und die Folgen, Teil 1,2, Physik in unserer Zeit, Bd. 36, 2005, Januar, März
- Auf dem Weg zur Quantengravitation, Spektrum der Wissenschaft, April 2012, S. 34–43

## Verweise
1. ↑  Unter anderem die Vortragsreihen „Raum und Zeit“ von Hawking und Roger Penrose, Gravitation und Raumzeit von Wheeler und Einsteins Erbe von Julian Schwinger
2. ↑  Claus Kiefer: Does time exist in quantum gravity? In: D. Lehmkuhl, G. Schiemann, E. Scholz (Hrsg.): Towards a Theory of Spacetime Theories. Einstein Studies. Band 13. Birkhäuser, New York, NY 2017, S. 287–295, doi:10.1007/978-1-4939-3210-8_10, arxiv:0909.3767 (englisch).
3. ↑  Klasse für Naturwissenschaften und Medizin: Claus Kiefer. Nordrhein-Westfälische Akademie der Wissenschaften und der Künste, ehemals im Original (nicht mehr online verfügbar); abgerufen am 1. Februar 2018. (Seite nicht mehr abrufbar. Suche in Webarchiven)
4. ↑   Preisträger des Wettbewerbs der Gravity Research Foundation für das Jahr 2012 (Memento vom 21. Oktober 2012 im Internet Archive) (PDF; 102 kB)
5. ↑  Kurt Gödel Freundeskreis – Welt ohne Vergangenheit – Welche philosophischen Konsequenzen ergeben sich aus den neuesten Erkenntnissen der Quantenphysik. Abgerufen am 3. Januar 2022 (deutsch).

| Personendaten    | Personendaten      |
| ---------------- | ------------------ |
| NAME             | Kiefer, Claus      |
| KURZBESCHREIBUNG | deutscher Physiker |
| GEBURTSDATUM     | 25. April 1958     |
| GEBURTSORT       | Karlsruhe          |